# Orthostichella longinervis
Orthostichella longinervis là một loài Rêu trong họ Meteoriaceae. Loài này được (Renauld & Cardot) B.H. Allen & Magill mô tả khoa học đầu tiên năm 2007.